# Semmering-Passstraße

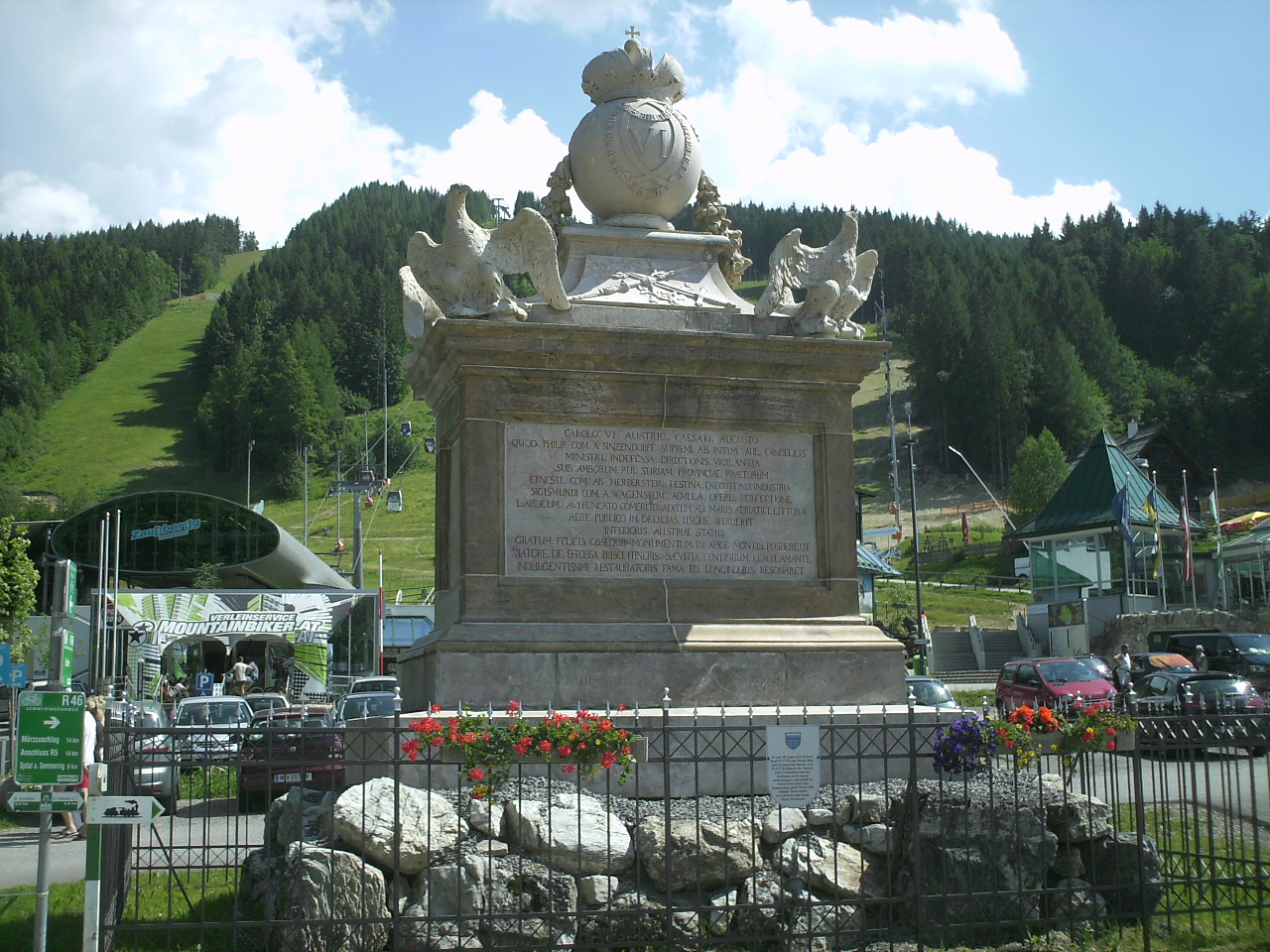
Carolus-Denkmal von 1728 am Semmeringpass
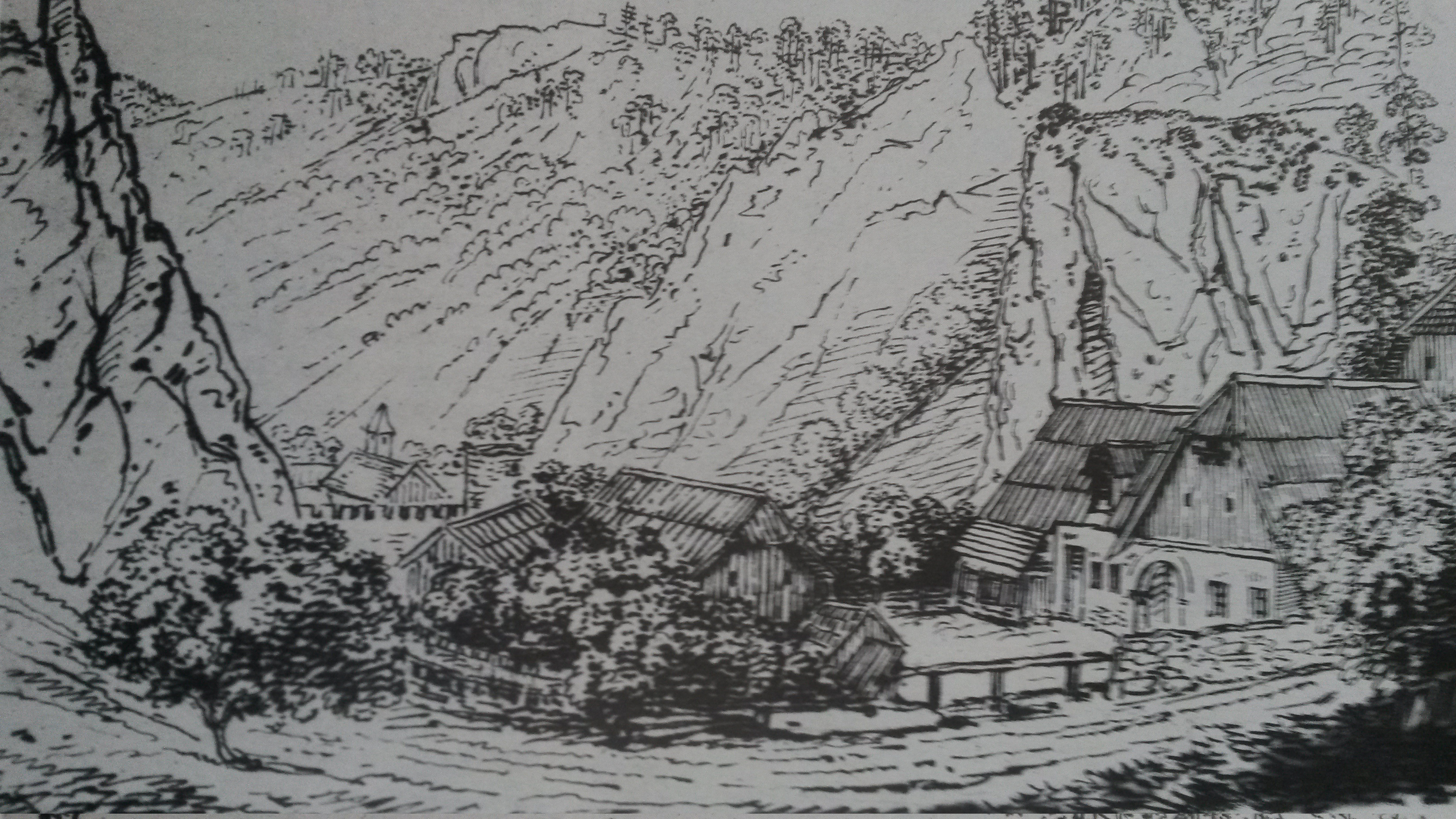
Kehre der Carolusstraße bei Schottwien (um 1803)
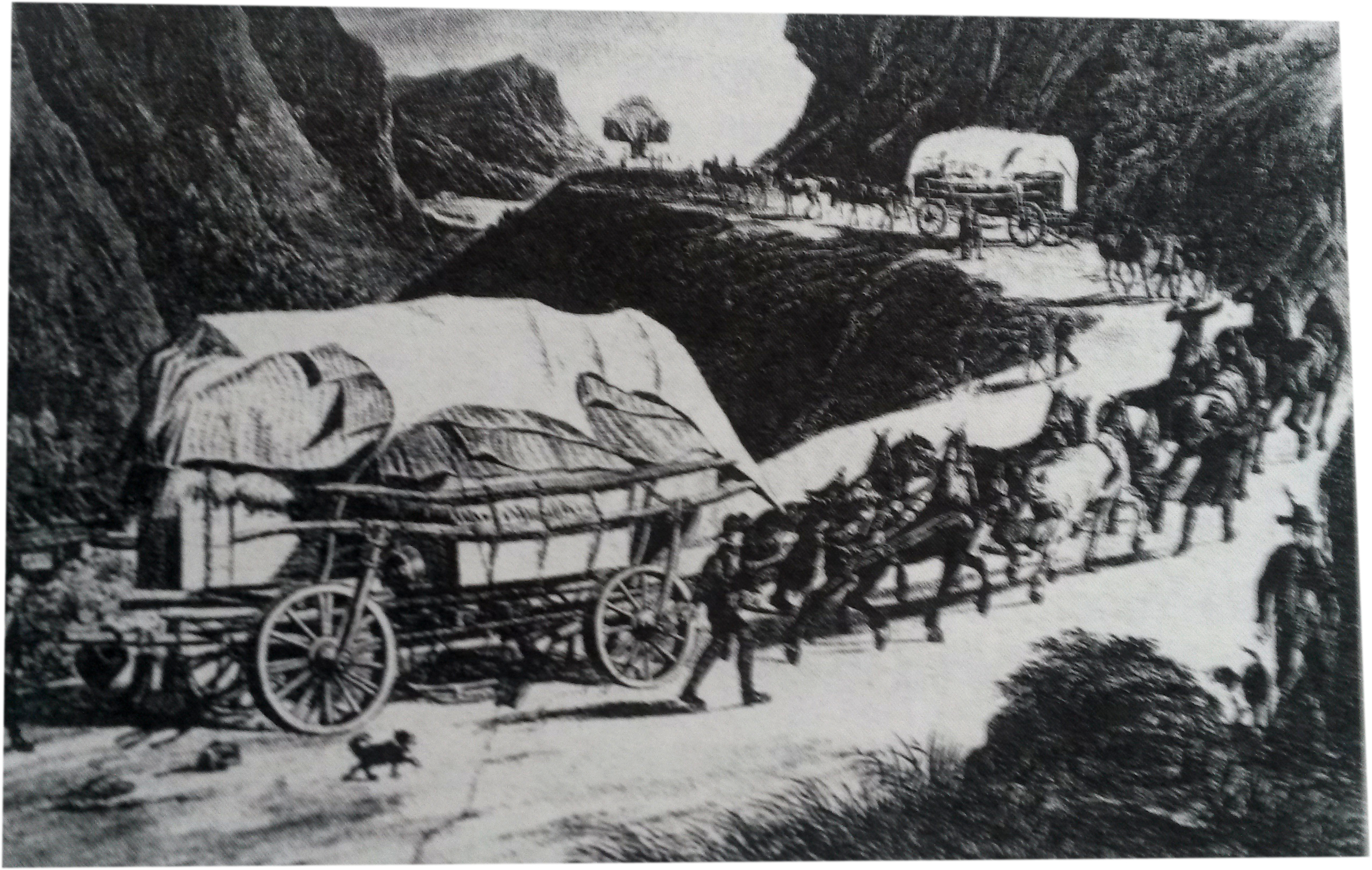
Deichselwagen mit Vorspann auf der Semmeringstraße (um 1820)
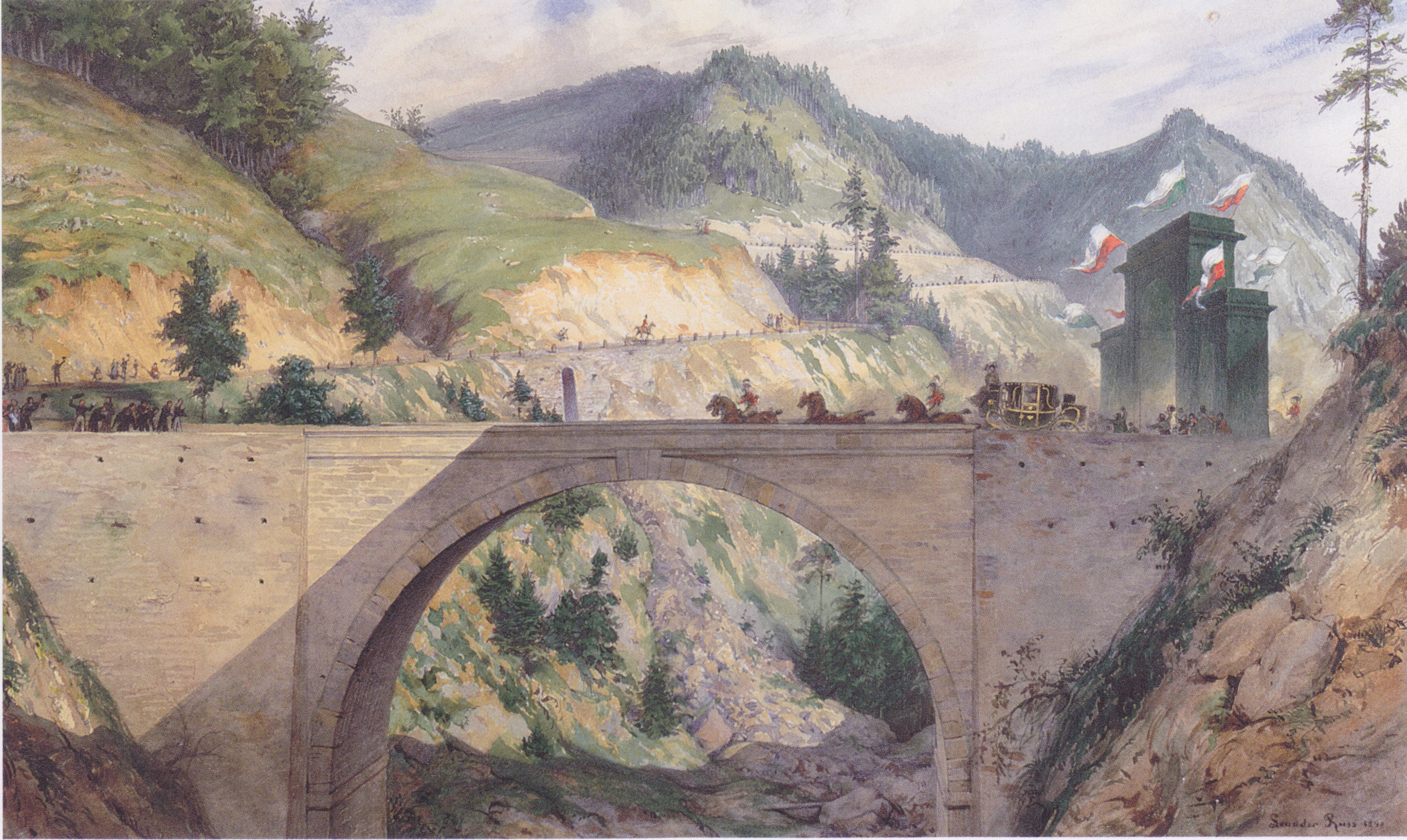
Eröffnung der Poststraße durch Kaiser Ferdinand I. (17. August 1841 Myrthenbrücke)
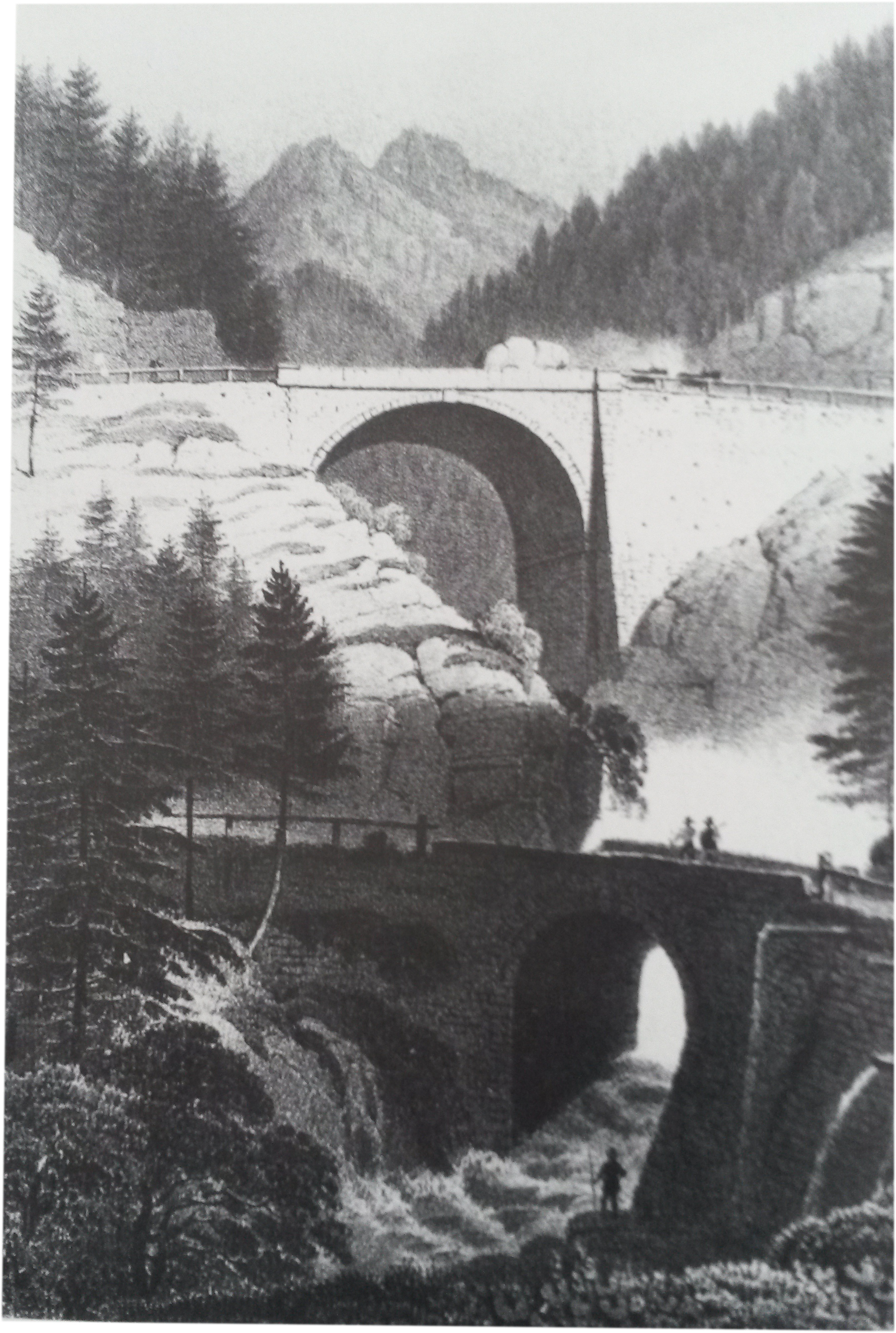
Bogenbrücken der Poststraße über Bärensattel und Myrthengraben
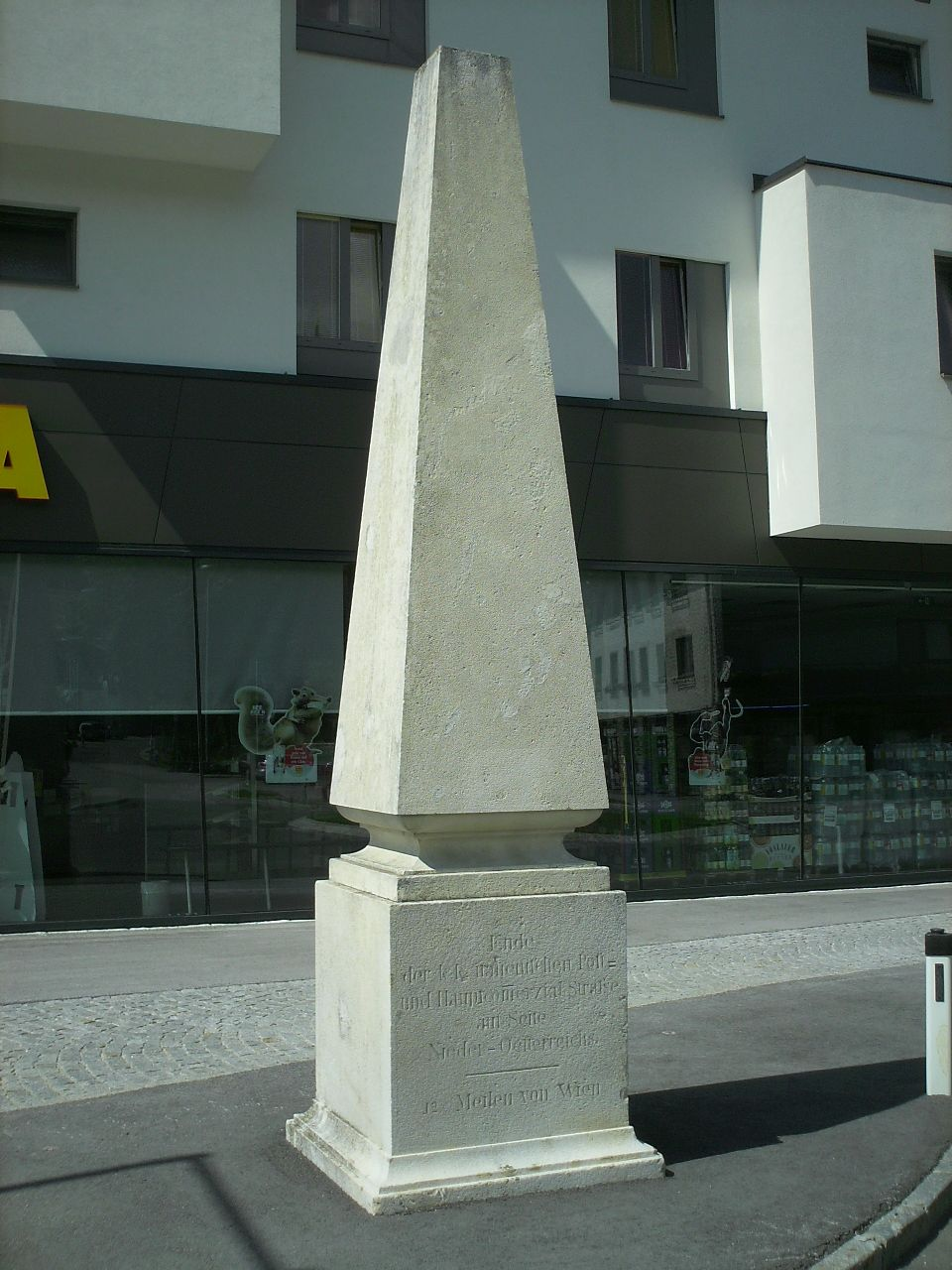
Restaurierter Meilenstein der Poststraße auf der Passhöhe (NÖ)
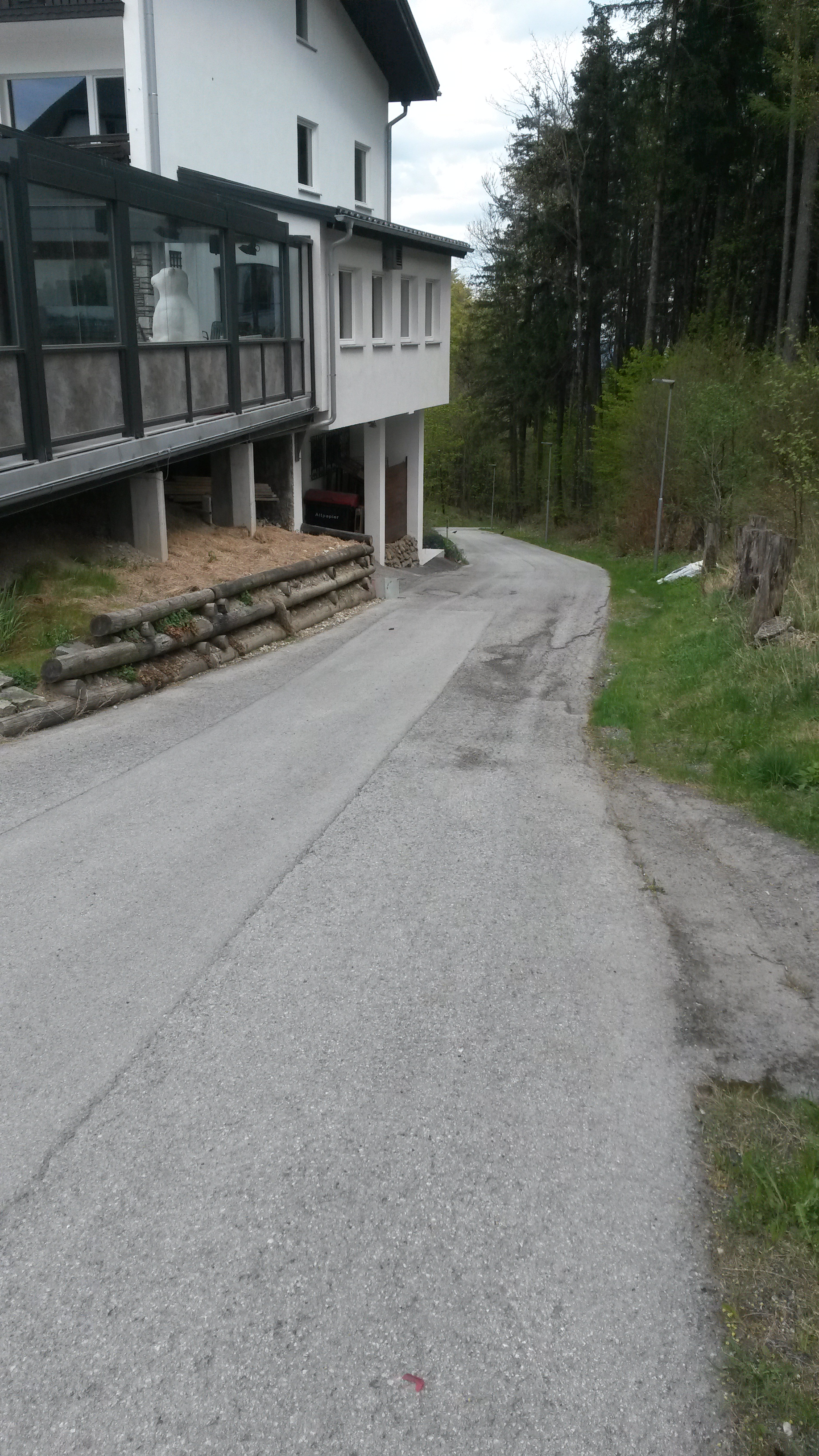
Teilstück der ehemaligen Carolusstraße nahe dem Carolus-Denkmal (NÖ)
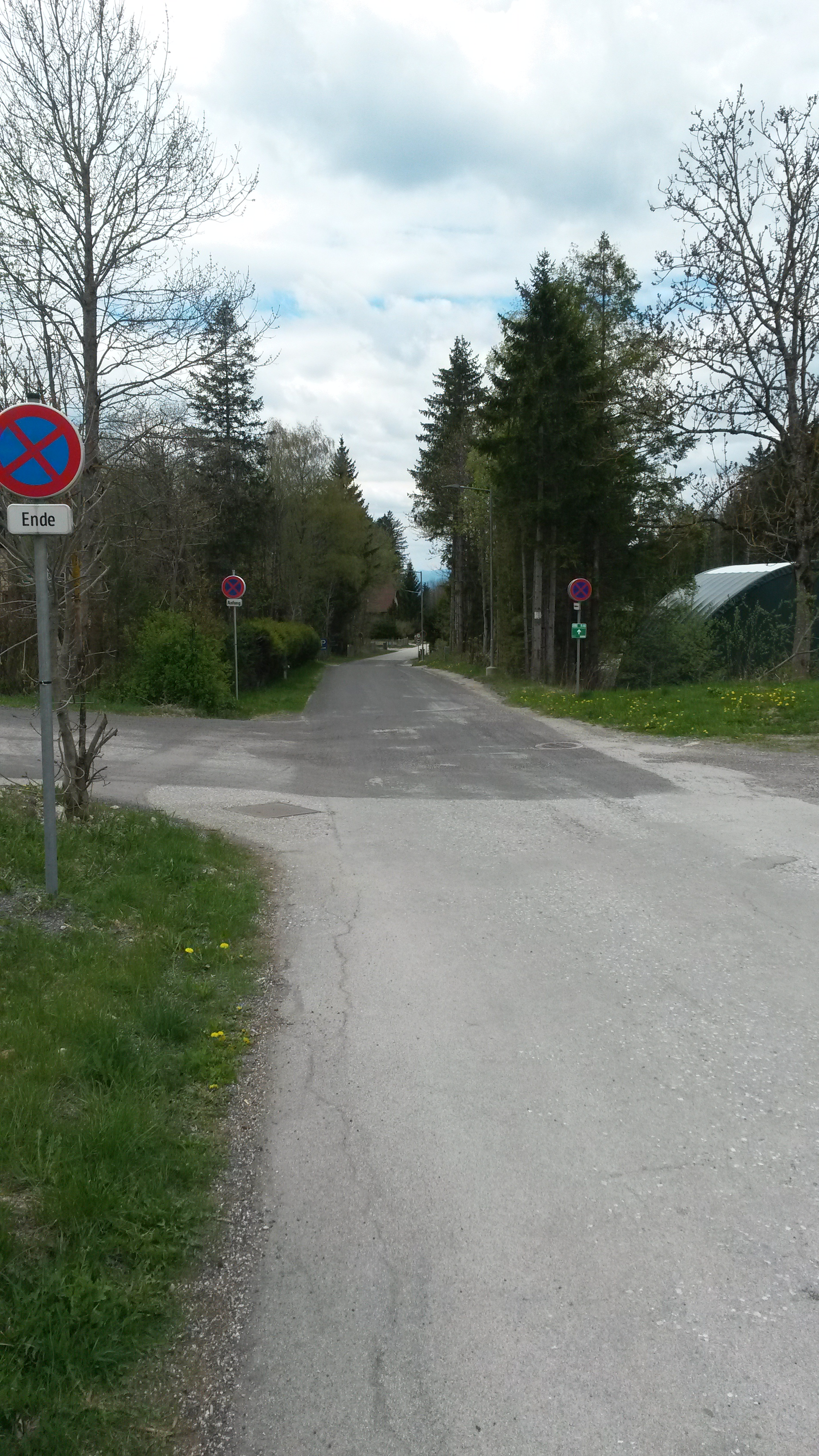
Teilstück der Alten Reichsstraße nahe der Passhöhe (Stmk.)
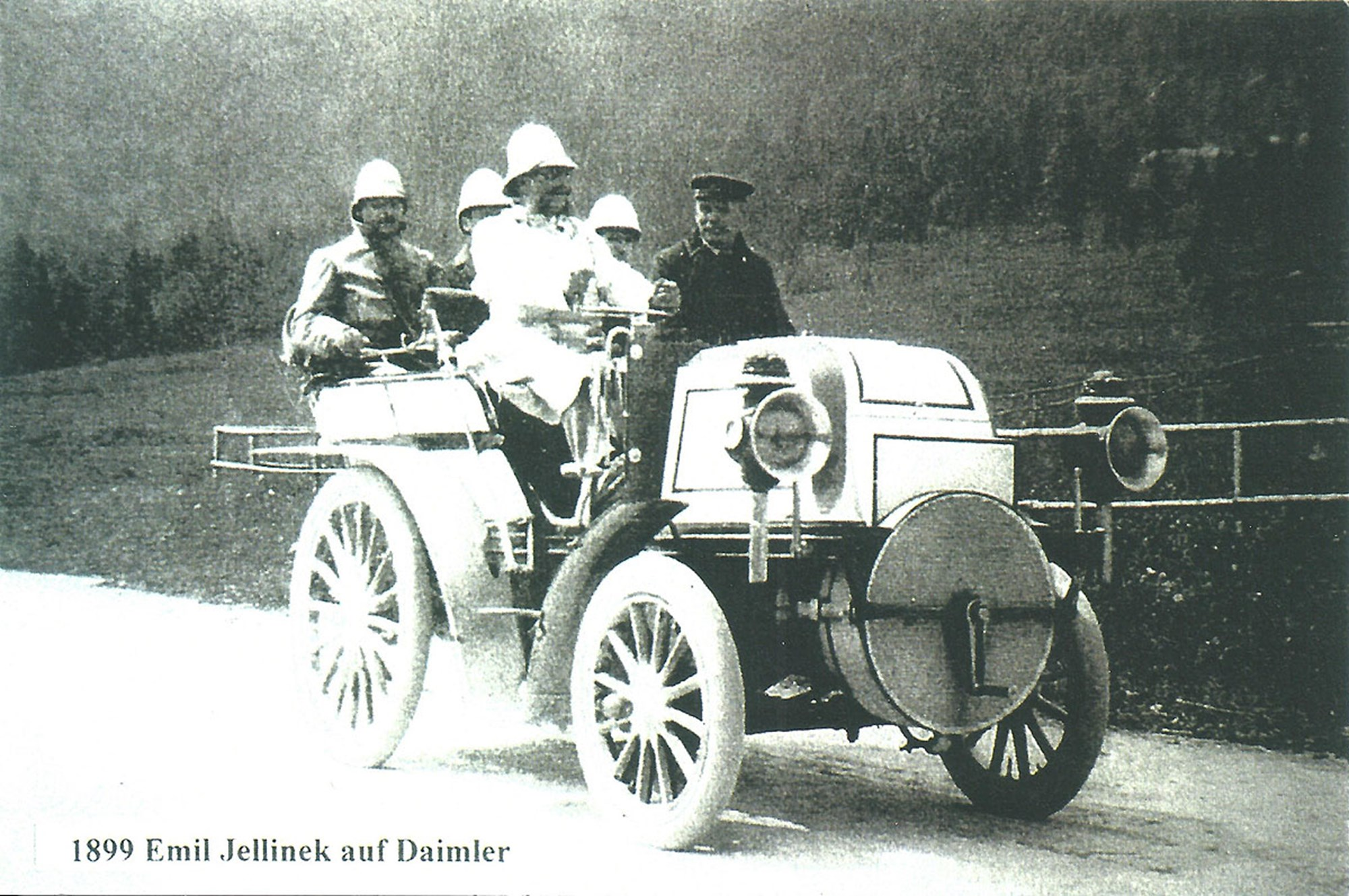
Daimler-Phoenix (Mercedes) Tourenwagen auf der Semmering-Passstraße, gesteuert von Emil Jellinek (1899)
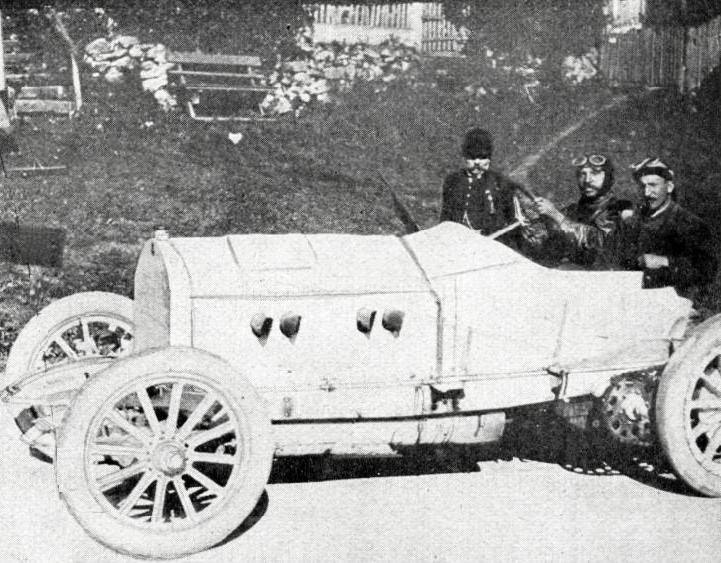
Otto Salzer in seinem Mercedes-Rennwagen am Semmering (1909)
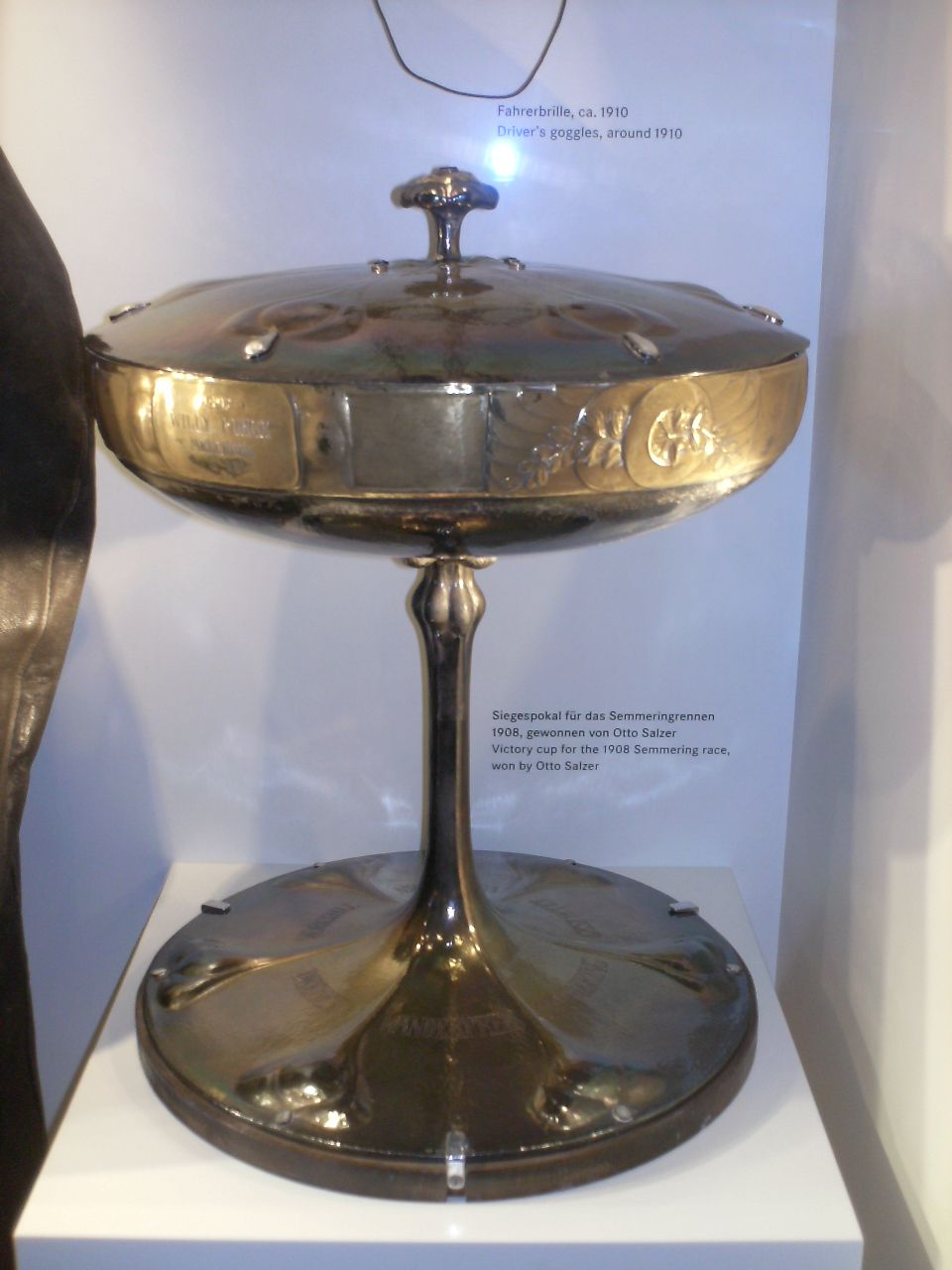
Semmering-Siegerpokal von 1908, errungen von Otto Salzer
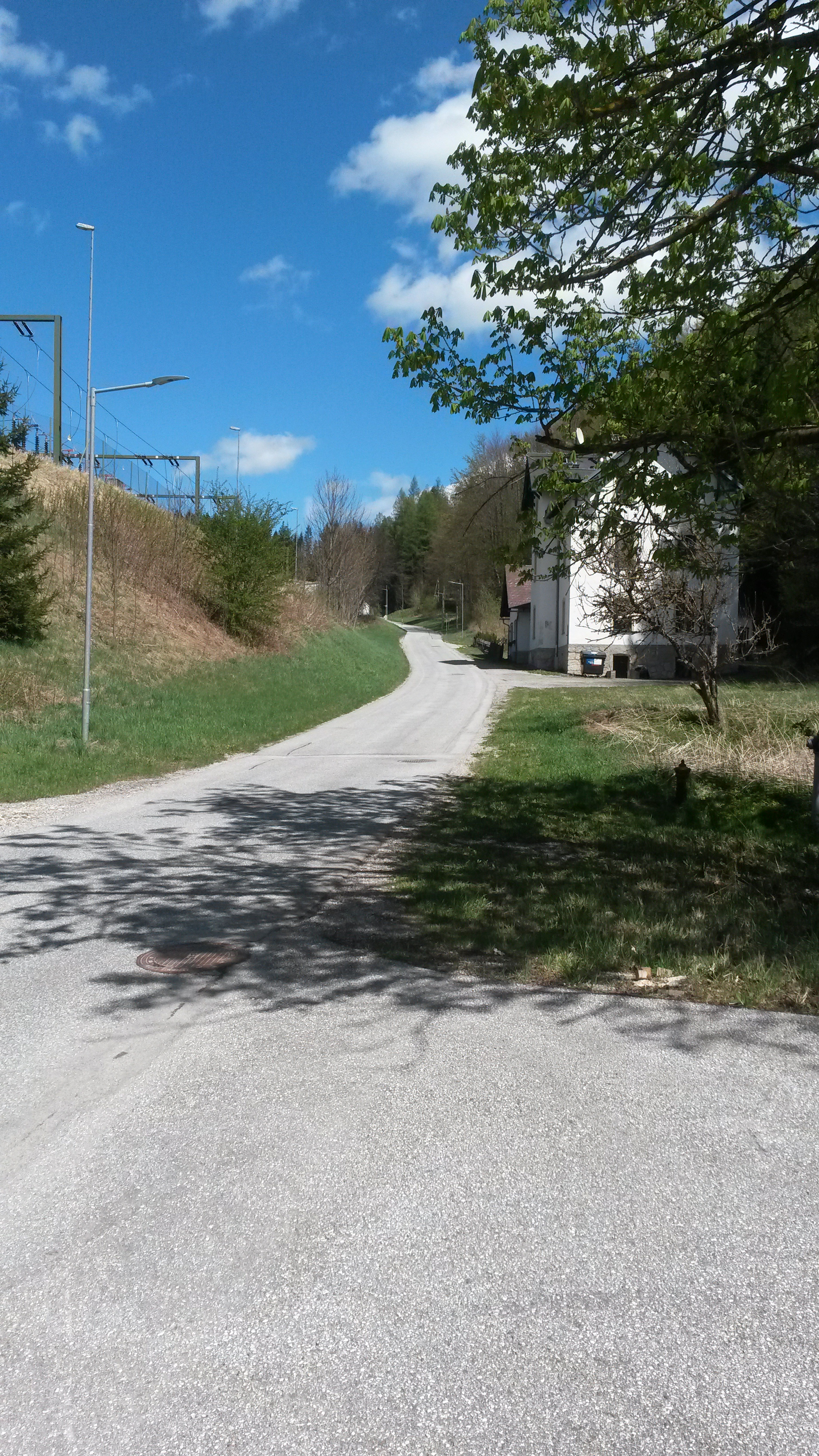
Anstieg der Alten Reichsstraße zum Semmering-Pass (Stmk.)
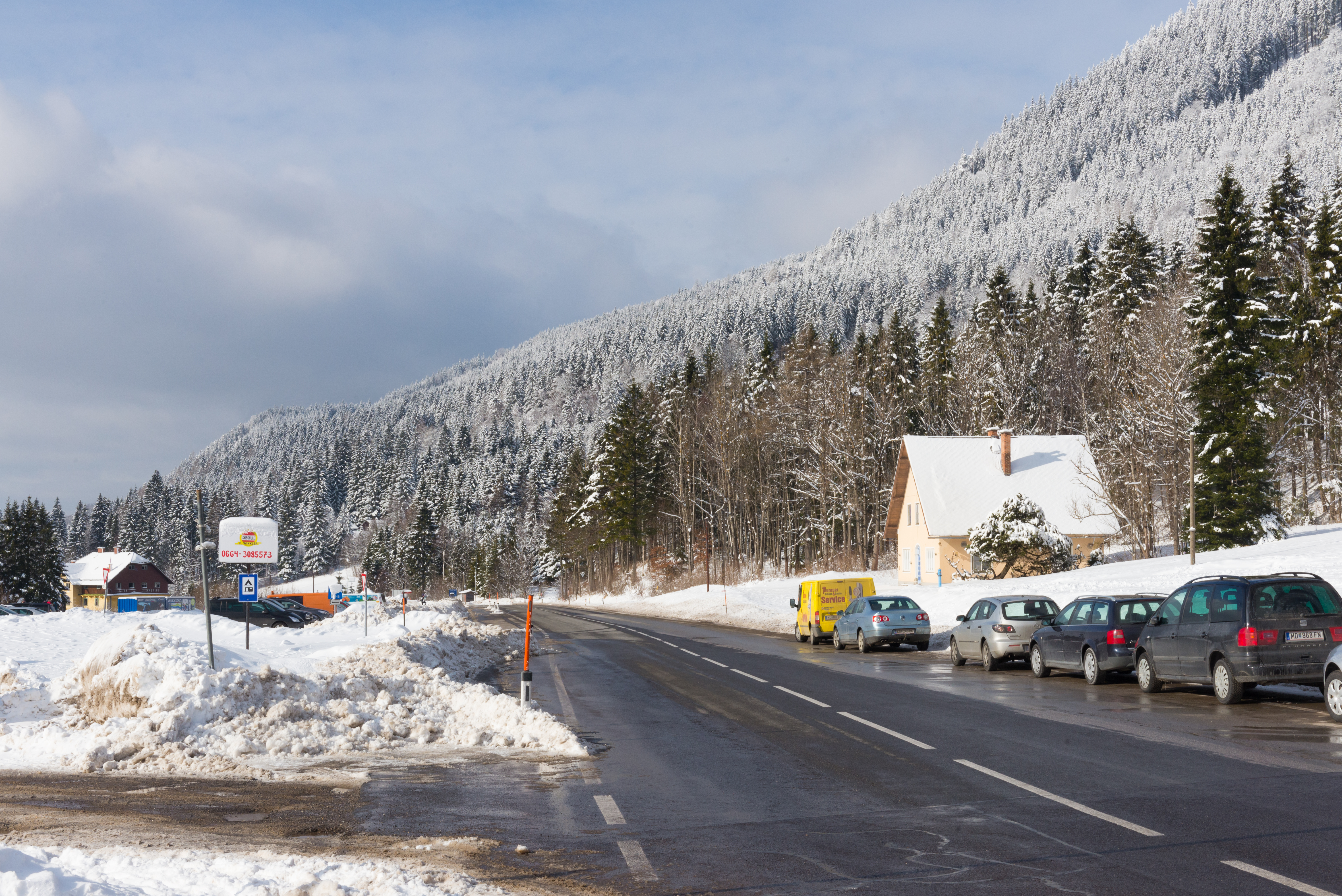
L 118 am Semmering-Pass (Stmk.)
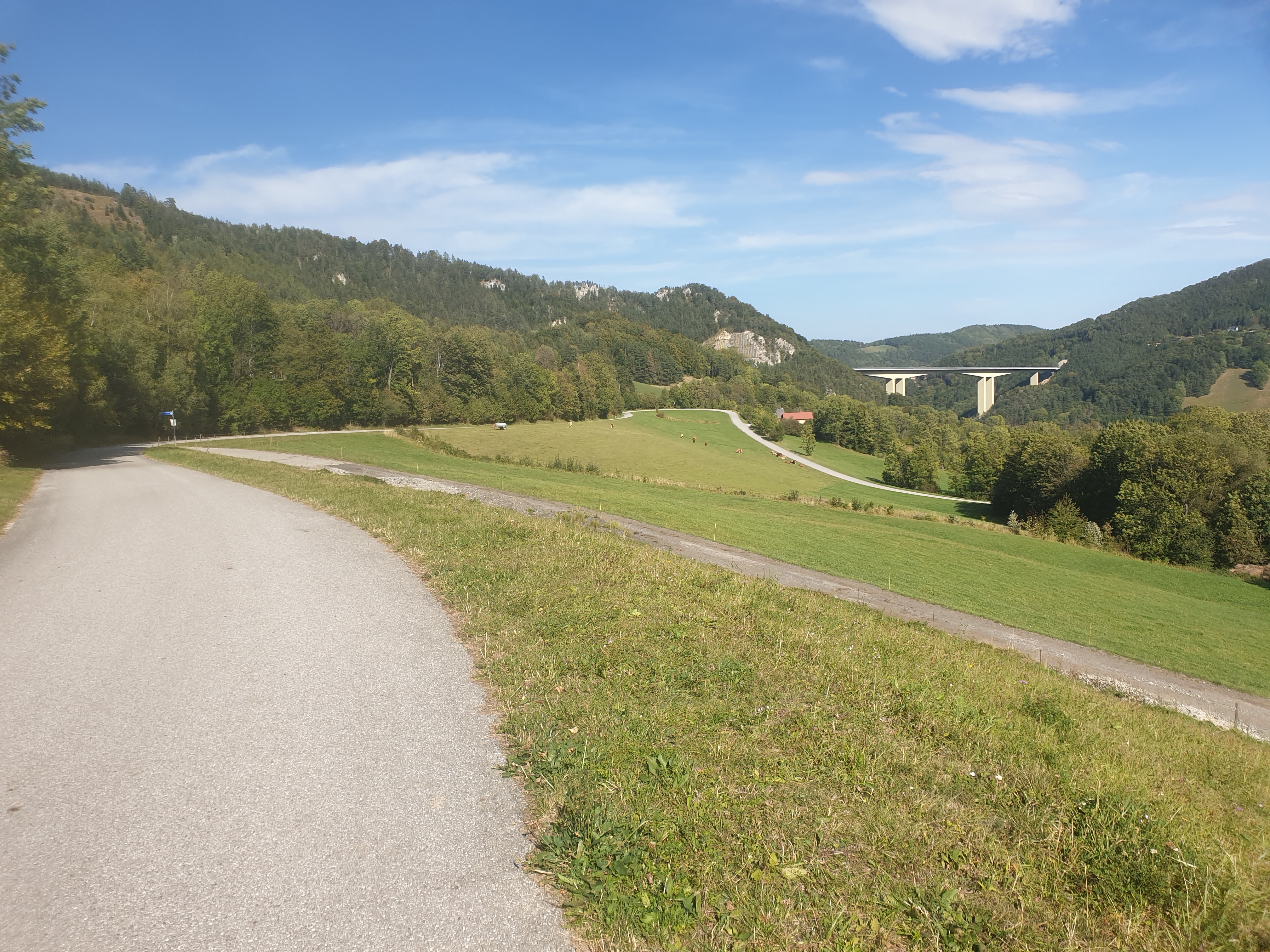
Renaturierte Trasse der B17 bei Schottwien (NÖ)

Die Semmering-Passstraße (auch Alte Reichsstraße) verbindet die Bundesländer Niederösterreich und Steiermark. Sie führt von Schottwien über Maria Schutz, den Semmering-Pass (mit der gleichnamigen Ortschaft) und Steinhaus am Semmering nach Spital am Semmering. Ausgehend von Mürzzuschlag in der Steiermark windet sich die rund 17 Kilometer lange Straße stetig Richtung Nordosten auf die 984 Meter hohe Passhöhe und führt dann als gut ausgebaute Serpentinentrasse weiter nach Gloggnitz in Niederösterreich. Obwohl die Straße über einige scharfe Kehren und erhebliche Steigungen verfügt, ist sie auch heute noch sehr gut zu befahren. Seit der Eröffnung der Tunnelkette Semmering im Jahre 2004 wird sie – außer in den Wintermonaten – nur noch recht wenig genutzt. Sie und dient heute vor allem als Ersatzstraße für die S6 und bei Bedarf als Parkplatz für alpine Sportveranstaltungen am Semmering.

## Entwicklung
Funde bzw. Fragmente von steinernen Lochäxten in Schottwien, Gloggnitz und Payerbach deuten darauf hin, dass manchmal vorgeschichtliche Wanderer aus der Gloggnitzer Bucht und vom Mürztal her auf schmalen Pfaden die Höhen des damals wohl noch weitgehend menschenleeren Bergwaldes passierten. Nur einige wenige Funde zeugen auch von einer offenbar zeitweisen Begehung des Semmerings in der Antike. So sind ein Hortfund keltischer Silbermünzen aus Schottwien, aus der Zeit als die Boier das Wiener Umland besiedelten (um 60 v. Chr.), und ein weiterer Depotfund römischer Kultgegenstände aus Steinhaus am Semmering bekannt geworden. Der Hauptverkehrsweg zur Zeit der Römer führte aber vom steirischen Kapellen an der Mürz über das Preiner Gscheid (Tattermann) in das Prein- und Schwarzatal. In Mürzzuschlag und Neuberg an der Mürz entdeckte man zwei Hortfunde römischer Münzen, die zwischen 245–250 und 350 n. Chr. dort vergraben worden sein müssen. Lange hatte die Semmeringpassage im überregionalen Verkehr daher keine nennenswerte Rolle gespielt, dies änderte sich erst ab dem Mittelalter.

### Venedig- oder Italienstraße
Der Güter- und Warenverkehr aus dem Wiener Becken Richtung Süden und Südosten und wieder zurück lief im frühen Mittelalter zunächst fast zur Gänze über das Pittental, entlang der alten Römerstraße über den Wechsel. Die Hochzeit des Semmeringüberganges (damals auch wegen der Überfälle durch Räuber und Wegelagerer gefürchtete „Cerwald“ bekannt) setzte im 12. Jahrhundert ein, als sich Wien zum Stapelplatz deutscher Kaufleute, die mit dem Süden regen Handel trieben, entwickelte. Auch viele Orientpilger wählten nun zunehmend den Weg über den Semmering. Seit dem Zweiten Kreuzzug hatte zudem der Warenverkehr mit den Hafenstädten an der Adriaküste deutlich zugenommen. Auf dem bestehenden Saumweg konnten die Pferde – auf ebenen Strecken – für gewöhnlich mit einer Last von ca. 150–170 kg bepackt werden, im schwierigen Gelände des Semmerings musste man sie aber aus Sicherheitsgründen wieder auf ca. 120–130 kg reduzieren.
1158 fielen die Ländereien des letzten Grafen von Formbach-Pitten an den Markgrafen der Karantanischen Mark, Ottokar III. 1160 ließ dieser zur Erleichterung des Handels- und Reiseverkehrs den Saumpfad über den Pass zu einer – auch für kleinere Lastkarren passierbaren – Straße verbreitern (ex semita publica via fieret) und an deren südwestlichen Endpunkt für die Durchreisenden ein Hospiz errichten, die Keimzelle der heutigen Ortschaft Spital am Semmering. Ziel war es, die Gebirgsschranke zwischen den Traungauer Besitzungen nördlich und südlich der Alpen besser zu erschließen. Dadurch konnten die neu hinzugewonnenen Gebiete nördlich von Semmering und Wechsel noch enger an die Karantanische Mark gebunden werden. Der Saumverkehr überdauerte aber sicher auch die Anlage dieser ersten Passstraße, da die Waren nicht zeitraubend umgeladen werden mussten und die leichten Anzwagen dieser Zeit vor denen meist nur ein Pferd angeschirrt wurde, keine sehr großen Warenmengen transportieren konnten. Neben dem Transport mit Pferden hielt sich wohl auch der Einsatz von Lastenträgern, die ca. ein Gewicht von 50 kg bewältigten. Insbesondere durch den Aufstieg Venedigs im Zuge des Orienthandels nahm der Verkehr über den Semmering stetig zu, sodass man um 1244 schon von einem internationalen Handelsweg sprechen kann. Diese wegen seiner starken Steigung auch als „schräger Alpendurchgang“ bezeichnete Semmeringpassage der Route von Villach über Bruck an der Mur in die Babenbergerresidenz Wien war einer der am stärksten frequentierten Verbindung über die Voralpen und bald auch als „Venedig-“ bzw. „Italienstraße“ bekannt. Im „oppidum Shadwin“ (Klamm) und „ad Murzze“ (Pernreit?) entstanden Sperrfestungen um denen herum sich rasch neue Siedlungen entwickelten. Hauptsächlich wurden damals Massengüter wie Wein, Salz, Häute, Wachs, Kupfer und Roheisen über den Semmering transportiert. Einer der ersten namentlich überlieferten Semmeringbezwinger ist der Minnesänger Ulrich von Liechtenstein, der den Pass anlässlich seiner „Venusfahrt“ im Jahr 1227 überquerte:
„…do zogt ich über den Semernic gegen Glokeniz alzehant, da ich wen sehs ritter vant gezimirt schone tjoste gern: die sach man mich da snelle wem.“
Auch auf seiner „Artusfahrt“, 1240, nahm er wieder die Route über den Pass und war erleichtert, ihn wieder hinter sich zu haben:
...über den Semernic wir da zogten unde waren fro!.
1386 verfügte der Habsburgerherzog Albrecht III., dass die Städte in Steiermark, Kärnten und Krain die von Venedig und Ungarn herantransportierten Handelsgüter – zwecks Steigerung seiner Mauteinnahmen – nunmehr ausschließlich über den Semmering und damit in weiterer Folge über Wien zu führen hätten. Auch die Kaufleute aus Böhmen, Schlesien und Polen wurden auf diese Straße gezwungen. Wer dagegen verstieß, musste damit rechnen, dass entweder seine Waren beschlagnahmt oder andere Strafen über ihn verhängt wurden. Mit dieser Verordnung wurde die Route über den Semmering zur „privilegierten Straße“. Der sog. „Weinweg“, ein anderer Saumpfad, der von Neunkirchen her über die Bucklige Welt, die Schanz, Kummerbauerstadl, die Höhen zwischen Wechsel und Stuhleck, am Großen Pfaffen vorbei, hinab in das Feistritztal und weiter in die Oststeiermark führte, konnte sich gegenüber der neuen Semmeringroute, die nun immer wichtiger wurde, nicht lange behaupten. Erst im 15. Jahrhundert verlor die Semmeringstraße im Italienhandel – zugunsten der Straße über die Radstädter Tauern und den Brennerpass – wieder etwas an Bedeutung. Nach dem Sieg über die Osmanen bei Wien (1683) nahm der Handelsverkehr (besonders mit „Baumöl“ = Olivenöl) über den Semmering aber wieder stark zu.
Auf steirischer Seite führte die Straße von Mürzzuschlag das Fröschnitztal aufwärts bis Spital, den Weiler Jauern und Steinhaus bis zur Abzweigung in den Dürrgraben. Von dort aus stieg sie steil zum Semmeringpass an. Jenseits der Passhöhe, in Niederösterreich, bog die Straße in einer großen Biegung („Reih“) scharf zur Brücke über den „Mörten- oder auch Myrthengraben“ ab, der nach einem Bildstock des Heiligen Martin (damals Schutzpatron der Pfarre Klamm) benannt wurde. An einem Brunnen vorbei führte die Trasse unterhalb des Sonnwendsteins durch die „Haarpoint“ zum Weiler Göstritz und anschließend durch den steilen Göstrizgraben bzw. am Ufer des Greisbach hinunter nach Schottwien. Ab hier war der Pass für Lastfuhrwerke nur mit einem zusätzlichen Vorspann aus Ochsen oder Pferden befahrbar, was mit Abstand die wichtigste Einnahmequelle für die dort ansässigen Gastwirte, Vorspannknechte, Wegmacher Kaufleute, Schmiede, Wagner und Sattler darstellte. Die Qualität solcher mittelalterlichen Straßen blieb jedoch weit hinter jener der Römerzeit zurück, weil es sowohl an Investitionen wie auch an regelmäßiger Wartung fehlte. Die Könige und seit dem Spätmittelalter auch die Landesfürsten verfügten zwar über einträgliche Hoheitsrechte wie das Straßen- und Geleitregal sowie Mauten und Zölle, die Gewinne daraus wurden aber nur zu einem ganz geringen Teil für den Bau von Straßen und Brücken verwendet. Anfangs war noch das Hospiz in Spital für den Ausbau und Erhaltung der neuen Straße verantwortlich. Später waren dafür die örtlichen Grund- und Hammerherren, Besitzer größerer Höfe und der Stiftsabt von Neuberg zuständig. Weniger Begüterte mussten dafür 4 Tage im Jahr Frondienst leisten. Für größere Sanierungsarbeiten musste allerdings das Land Geld zur Verfügung stellen. Hierfür wurden Patente für ein sog. „Landrobot“ ausgeschrieben.

### Triester- oder Carolusstraße
Die Straßenverbindung von Triest nach Wien wurde nach der Anerkennung der Stadt Triest als Freihafen im Jahre 1719 zu einer der wichtigsten Verkehrsachsen der Monarchie. Im Jahre 1726 wurde deshalb der Ingenieur und Hofmathematicus Johann Jakob Marinoni beauftragt, die Trasse für den Semmering neu abzustecken und dies auch schriftlich festzuhalten. Zu diesem Anlass reiste eine Kommission auf den Semmering, zwecks „Begutachtung und Festlegung der neu auszubauenden Straße mit einer Milderung der Steigung“. Sie erkannte bald, dass die Trasse vom Greisbach weg und in Windungen entlang des Nordhanges zum Bärensattel geführt werden musste. Ähnlich der Straße auf der steirischen Seite war der Weg von Taglöhnern auszufüllen, mit einer Schotterdecke zu überziehen, die „Kayser-Pruckhn“ zu errichten sowie Gräben und Durchlässe für Bergflüsse, Regen- und Schmelzwässer anzulegen. Zur Finanzierung erließ man ein neues Wegpatent. Als 1728 mit dem Bau begonnen wurde, brach für den Passverkehr eine neue Epoche an. Die altertümlichen Methoden des Warentransportes wurden nun obsolet, denn die neue Straßenführung bot dem Handelsverkehr ganz neue Möglichkeiten, vor allem aber eine enorme Kapazitätssteigerung. Die Straße wurde anlässlich der Erbhuldigungsreise Karls VI. nach Graz, an die Adriaküste, Triest und Fiume, in nur 48 Tagen beschottert (der Unterbau war schon vorher fertiggestellt worden), wofür auch Strafgefangene herangezogen wurden. Nach sechstägigem Aufenthalt im Posthof zu Schottwien konnten der Kaiser nebst Gemahlin Elisabeth Christine, seiner Tochter Maria Theresia und seinem 1500 Mann starken Gefolge am 21. Juni 1728 den Semmering ohne Zwischenfälle überqueren. Das Ereignis wurde zusätzlich mit einem monumentalen Denkmal auf der Passhöhe, gestiftet von den Ständen Innerösterreichs, gewürdigt. Die Trasse führt auf der Passhöhe unmittelbar nördlich des Carolus-Denkmals vorbei und wird heute auf der niederösterreichischen Seite als „Alte Semmeringstraße“ und auf der steirischen Seite als „Alte Reichsstraße“ bezeichnet. Die örtliche Wirtschaft erlebte durch sie neuerlich einen markanten Aufschwung, denn durch den stetig zunehmenden Durchzugsverkehr entstanden viele neue Beherbergungs- und Transportbetriebe, letztere hauptsächlich in Schottwien. 1730 transportierte die „Ordinari-Post“ Reisende wöchentlich nach Venedig und Triest. Unter Kaiser Joseph II., der weitere Verbesserungen an der Infrastruktur anordnete, nutzten wöchentlich die Klagenfurter, die Grazer, die Triester „Diligence“ (Eilpost) und täglich berittene Boten für Graz („Steirische Journalpost“) die Carolusstraße. Mit Eröffnung der neuen Post- und Kommerzialstraße im Jahre 1841 büßte aber auch sie ihre Bedeutung wieder ein. Fortan nutzten sie nur mehr Wanderer, Reiter und die leichten Fuhrwerke. Heute wird sie streckenweise noch als Spazierweg begangen. Auf den meisten Abschnitten ist sie mittlerweile schon komplett von der Vegetation überwuchert, ihren Verlauf aber kann man immer noch gut verfolgen.

### Post- und Hauptkommerzialstraße
Ab 1818 plante die Hofkanzlei in Wien eine neue Trasse, um damit endlich auch die letzten Gefahrenstellen der Semmeringpassage zu entschärfen. Der endgültige Baubeschluss fiel am 12. Dezember 1837, die Projektleitung lag bei k.k. Hofbaurat Hermenegild Francesconi und seinem Untergebenen, dem Ingenieur Dlauhy, die Ausführung wurde dem italienischen Unternehmer Felix Tallachini übertragen. Dieser hatte bereits die Straßen über den Splügenpass und das Wormserjoch angelegt. Zwischen 1839 und 1841 wurden für die Baumaßnahmen 2.500 Arbeiter, meist aus Böhmen und Mähren, eingesetzt. Offiziell eröffnet wurde die neue „k.k. italienische Post- und Hauptcommerzialstraße“ durch Kaiser Ferdinand I. der sie hierzu mit seiner Gemahlin Anna Karolina in seiner sechsspännigen Hofkutsche befuhr. Neu an ihr war vor allem die Wegführung in Serpentinen, sie überwindet dabei einen Höhenunterschied von 400 Meter, überbrückt in einer Höhe von 39 Metern den Myrthengraben und steigt in insgesamt sieben Kehren zur Passhöhe empor. Ihre maximale Neigung betrug damit nur mehr 5 %, auch an den Stellen, wo sie vorher steil nach oben geführt hatte. Damit fiel vor allem der teure und umständliche Vorspann weg, und bergab musste man an den Fuhrwerken keine Radschuhe zur Abbremsung einlegen. Auf der steirischen Seite verlief sie hingegen relativ geradlinig, aber moderat ins Mürztal hinab.
Die Gesamtkosten beliefen sich auf 475.844 Gulden. Darin inbegriffen
- die Grundeinlösungsgebühren von 50.000 Gulden,
- eine Aufzahlung von 20.000 Gulden für die neue Myrthenbrücke, die etwas größer konstruiert werden musste als ursprünglich geplant, und ein Betrag von
- 6.000 Gulden für eine während des Baues notwendig gewordene Regulierung des Weißenbaches bei Schottwien.

Etwa zur gleichen Zeit wurden zwei neue Streckenabschnitte der Südbahn fertiggestellt, der eine von Wien nach Gloggnitz und der andere von Mürzzuschlag nach Bruck an der Mur. Beide konnten 1844 den Vollbetrieb aufnehmen. Da aber noch weitgehend unklar war, ob auch die Bahnstrecke über den Semmering jemals realisiert werden würde, behielt die Poststraße noch für die nächsten 10 Jahre ihre alte Bedeutung bei, da sie auch von Kurieren und Postchaisen benutzt wurde. Man richtete auf ihr für die Bahnreisenden einen direkten Transit per Postkutsche zwischen den Bahnhöfen Mürzzuschlag und Gloggnitz ein (Malle-Post), jede Fahrt über den Pass dauerte rund drei Stunden. Franz Seiser, k.k. Postmeister zu Wiener Neustadt und Landkutscher in Gloggnitz, bestritt hauptsächlich mit seinen Kutschern und Fuhrwerkern den Verkehr zwischen Gloggnitz und Mürzzuschlag. Schon 1844 wurden von ihm 26.000 Personen und 28.000 Tonnen Fracht befördert. Ein im Jahre 1852 erschienener Reiseführer berichtet, dass durch Schottwien täglich viele schwerbeladene, breitfelgige Frachtwagen, mit 12 Pferden bespannt, auf den Semmering rollten. Aber schon kurz nach Eröffnung der Semmeringbahn, am 16. Mai 1854, fuhr der letzte Poststellwagen über den Pass.

### Autostraße
Von 1899 bis 1933 war Schottwien Ausgangspunkt für die Automobilrennen (oder auch „Bergwertungsfahrt“) des Österreichischen Automobil-Club (ÖAC) auf der 10 km langen Semmeringstrecke (Triester Straße, Kilometerstein 79 bis 89) bis auf die Passhöhe beim Hotel Erzherzog Johann, die oft bis zu 60.000 Zuschauer anlockten. 1899 organisierte der ÖAC erstmals eine Ausfahrt auf dem Semmering-Pass. Am 8. September 1900 wurde dort das erste Automobilrennen in Österreich-Ungarn veranstaltet. Otto Salzer, einer der bedeutendsten Motorsportpioniere Deutschlands, trug mit seinem Mercedes-Rennwagen – jeweils in neuer Rekordzeit – in den Jahren 1908 und 1909 (mit Beifahrer Stegmaier) den Gesamtsieg beim Semmering-Bergrennen davon. Stifter des Semmering-Wanderpreises war Theodor Dreher. Nach 1909 kam es wegen massiver Beschwerden der örtlichen Bevölkerung zur Einstellung der Autorennen. 1921 organisierte der Deutsch-Österreichische Motorfahrer-Verband das erste Rennen nach dem Ersten Weltkrieg, ab 1922 wieder unter den Namen ÖAC. Nach einer inflationsbedingten Unterbrechung im Jahre 1925 fanden die Semmering-Bergrennen bis 1933 ihre Fortsetzung. Zwischen 1931 und 1932 wurden wegen der großen Weltwirtschaftskrise keine Wettbewerbe ausgerichtet.
Nach dem Ende des Zweiten Weltkriegs wuchs der Autoverkehr über den Semmering rasch an. In den 1950er-Jahren galt die Triester Straße als die beliebteste Route für jene, die an der Adria ihren Sommerurlaub verbringen wollten. Auch der Schwerverkehr nahm von Jahr zu Jahr mehr zu. Daher musste die Passstraße wieder den neuen Erfordernissen angepasst werden und wurde zwischen 1956 und 1958 als Bundesstraße 17 neu trassiert. Sie bezeichnete ab da den Streckenabschnitt der früheren Triester Straße und ihren weiteren Verlauf, der über den Semmering-Pass führte (heute: nö. L 4168 ehem. Semmering Ersatzstraße und steir. L 118 Semmering Begleitstraße). Die 10 km lange Strecke wurde, wo es möglich war, erheblich verbreitert sowie bergwärts mit einer dritten, sog. „Kriechspur“, versehen, die vor allem für Lastwagenzüge vorgesehen war. Auch die Kehren wurden viel breiter und weniger stark gekrümmt angelegt. Unmittelbar vor der Passhöhe musste in der „Wagnerkurve“ eine relativ hohe Doppelmauer zur Hangabstützung aufgezogen werden. An der Bergseite der früheren „Maierreit“, heute die „Felsnerkurve“, entstand 1958 bei Kilometerstein 85,7 ein Streusandsilo mit 4-Kammern, die von oben gefüllt werden konnten und deren Wände aus Stahlbeton bestanden. Eine eigene Heizanlage sorgte dafür, dass der Sand nicht verklumpte.
Mit der Eröffnung des 3,5 Kilometer langen Semmering-Scheiteltunnels der Schnellstraße 6 im Jahr 2004 verloren die Bundesstraße und somit auch die Ortschaften Schottwien, Semmering und Spital am Semmering als Etappen im Transitverkehr stark an Bedeutung. Die Route durch die – ohne Sondermaut befahrbare – Tunnelkette des Semmerings ist wesentlich komfortabler als die alte Passstraße und optimal den Anforderungen des modernen Straßenverkehrs angepasst. Der Kurort Semmering wird nun zwar vom Großteil des Schwerlastverkehrs verschont, andererseits entfallen damit auch wichtige Einkommensquellen für lokale Betriebe. Dadurch ist eine andere Straßengestaltung der nunmehrigen Landesstraße 4168 möglich (teilweise erfolgte bei Schottwien ein Rückbau der B17), obwohl sie als Ausweichstrecke der S6 und Zufahrt zur Gemeinde Semmering erhalten bleiben muss. Eine Umgestaltung des Bereichs an der Passhöhe in naher Zukunft ist ebenfalls angedacht.
Gesamtsieger der Bergrennen in der Automobilwertung
| Auflage | Datum              | Streckenlänge | Gesamtsieger                                   | Wagen                                 | Zeit        | Klasse                  |
| ------- | ------------------ | ------------- | ---------------------------------------------- | ------------------------------------- | ----------- | ----------------------- |
| –       | 27. August 1899    | 10,0 km       | Arnold Spitz                                   | De Dion-Bouton 2¼ PS Tricycle         | 22:01 min   | Tricycle                |
| 1       | 8. September 1900  | 10,0 km       | Jakob Dietrich                                 | De Dion-Bouton Tricycle               | 14:38,8 min | Tricycle                |
| 2       | 22. September 1901 | 10,0 km       | Richard von Stern                              | Mercedes 35 PS                        | 12:30,8 min | Formelfreies Rennen     |
| 3       | 7. September 1902  | 10,0 km       | Wilhelm Werner                                 | Mercedes-Simplex 40 PS                | 10:37,2 min | Formelfreies Rennen     |
| 4       | 17. September 1903 | 10,0 km       | Hermann Braun                                  | Mercedes 60 PS                        | 8:47,6 min  | Formelfreies Rennen     |
| 5       | 25. September 1904 | 10,0 km       | Hermann Braun                                  | Mercedes 90 PS                        | 8:11,6 min  | Formelfreies Rennen     |
| 6       | 17. September 1905 | 10,0 km       | Hermann Braun                                  | Mercedes 100 PS                       | 7:50,8 min  | Rennwagen               |
| –       | 10. Juni 1906      | 10,0 km       | Willy Pöge                                     | Mercedes 60 PS                        | 8:46,0 min  | Formelfreies Rennen (?) |
| 7       | 23. September 1906 | 10,0 km       | Hermann Braun                                  | Mercedes 120 PS                       | 7:47,0 min  | Rennwagen               |
| 8       | 22. September 1907 | 10,0 km       | Willy Pöge                                     | Mercedes 120 PS                       | 7:29,2 min  | Rennwagen               |
| 8       | 20. September 1908 | 10,0 km       | Otto Salzer                                    | Mercedes Semmering                    | 7:23,6 min  | Rennwagen               |
| 9       | 19. September 1909 | 10,0 km       | Otto Salzer                                    | Mercedes Semmering                    | 7:07,0 min  | Rennwagen               |
| –       | 14. September 1913 | 10,0 km       | Vasile Sfetescu                                | Phänomobil 10 PS                      | 12:39,4 min | Cyclecars               |
| –       | 19. September 1920 | 10,0 km       | Sascha Kolowrat-Krakowsky                      | Wanderer 5/15 PS                      | 11:13,9 min | Sportwagen (?)          |
| –       | 18. September 1921 | 10,0 km       | Ferdinand Lanner                               | Austro-Fiat 1C                        | 10:22 min   | Sportwagen (?)          |
| 11      | 24. September 1922 | 10,0 km       | Franz Hörner                                   | Benz 200 PS                           | 7:35,0 min  | Rennwagen               |
| 12      | 16. September 1923 | 10,0 km       | Hermann Rützler                                | Steyr                                 | 7:09,1 min  | Rennwagen               |
| 13      | 14. September 1924 | 10,0 km       | Christian Werner                               | Mercedes                              | 6:55,6 min  | Rennwagen               |
| 14      | 12. September 1926 | 10,0 km       | Rudolf Caracciola                              | Mercedes-Benz K 4.5 L                 | 6:40,79 min | Rennwagen               |
| 15      | 11. September 1927 | 10,0 km       | Fritz von Zsolnay Adolf Rosenberger (ex aequo) | Gräf & Stift SR 4 sp. Mercedes-Benz S | 7:02,81 min | Rennwagen Sportwagen    |
| 16      | 16. September 1928 | 10,0 km       | Rudolf Caracciola                              | Mercedes-Benz SSK                     | 6:40,29 min | Rennwagen               |
| 17      | 15. September 1929 | 10,0 km       | Hans Stuck                                     | Austro-Daimler ADM-R 3.0 R            | 6:30,38 min | Rennwagen               |
| 18      | 14. September 1930 | 10,0 km       | Hans Stuck                                     | Austro-Daimler ADR 4.0                | 6:13,56 min | Rennwagen               |
| 19      | 24. September 1933 | 10,0 km       | Luigi Premoli                                  | BMP 2800                              | 6:36,63 min | Rennwagen               |

## Sehenswürdigkeiten
- Filialkirche Schottwien
- Talübergang Schottwien
- Wallfahrtskirche Maria Schutz
- Myrthenbrücke
- Tourismusbüro Semmering
- Carolus-Denkmal
- Hotel Zauberberg

## Daten
- Streckenlänge: 16,50 km
- Niedrigster Punkt: 642 m
- Höchster Punkt: 1.041 m